# Rajd Nowej Zelandii 2007
Rezultaty Rajdu Nowej Zelandii (37th Propecia Rally New Zealand), 11. rundy Rajdowych Mistrzostw Świata w 2007 roku, który odbył się w dniach 31 sierpnia–2 września:

## Klasyfikacja ostateczna
| Msc.     | Kierowca           | Pilot           | Samochód                | Czas      | Strata  | Grupa | Punkty |
| WRC      | WRC                | WRC             | WRC                     | WRC       | WRC     | WRC   | WRC    |
| -------- | ------------------ | --------------- | ----------------------- | --------- | ------- | ----- | ------ |
| 1.       | Marcus Grönholm    | Timo Rautiainen | Ford Focus RS WRC 07    | 3:52:53.9 | 0.0     | A8 M  | 10     |
| 2.       | Sébastien Loeb     | Daniel Elena    | Citroën C4 WRC          | 3:52:54.2 | 0.3     | A8 M  | 8      |
| 3.       | Mikko Hirvonen     | Jarmo Lehtinen  | Ford Focus RS WRC 07    | 3:54:36.7 | 1:42.8  | A8 M  | 6      |
| 4.       | Chris Atkinson     | Stéphane Prévot | Subaru Impreza WRC07    | 3:55:26.2 | 2:32.3  | A8 M  | 5      |
| 5.       | Jari-Matti Latvala | Miikka Anttila  | Ford Focus RS WRC 06    | 3:55:30.8 | 2:36.9  | A8 M  | 4      |
| 6.       | Daniel Sordo       | Marc Marti      | Citroën C4 WRC          | 3:56:35.9 | 3:42.0  | A8 M  | 3      |
| 7.       | Petter Solberg     | Phil Mills      | Subaru Impreza WRC07    | 3:56:48.6 | 3:54.7  | A8 M  | 2      |
| 8.       | Urmo Aava          | Kuldar Sikk     | Mitsubishi Lancer WR05  | 4:02:10.2 | 9:16.3  | A8    | 1      |
| 9.       | Henning Solberg    | Cato Menkerud   | Ford Focus RS WRC '06   | 4:02:48.5 | +9:54.6 | A8 M  |        |
| PWRC     |                    |                 |                         |           |         |       |        |
| 1. (13.) | Toshi Arai         | Tony Sircombe   | Subaru Impreza WRX STI  | 4:13:35.8 | 0.0     | N4    | 10     |
| 2. (14.) | Niall McShea       | Gordon Noble    | Subaru Impreza WRX STI  | 4:13:38.4 | 2.6     | N4    | 8      |
| 3. (15.) | Richard Mason      | Sara Randall    | Subaru Impreza WRX STI  | 4:14:46.0 | 1:10.2  | N4    | 6      |
| 4. (16.) | Gabriel Pozzo      | Daniel Stillo   | Mitsubishi Lancer Evo 9 | 4:14:48.9 | 1:13.1  | N4    | 5      |
| 5. (17.) | Fumio Nutahara     | Daniel Barritt  | Mitsubishi Lancer Evo 9 | 4:14:55.7 | 1:19.9  | N4    | 4      |
| 6. (18.) | Armindo Araujo     | Migue Ramalhol  | Mitsubishi Lancer Evo 9 | 4:15:16.0 | 1:40.2  | N4    | 3      |
| 7. (19.) | Juho Hänninen      | Mikko Markkula  | Mitsubishi Lancer Evo 9 | 4:15:46.9 | 2:11.1  | N4    | 2      |
| 8. (22.) | Martin Rauam       | Kristo Kraag    | Mitsubishi Lancer Evo 9 | 4:16:15.2 | 2:39.4  | N4    | 1      |

1. ↑  Litera M przy oznaczeniu grupy do której należy samochód oznacza, iż tylko ci kierowcy zdobywali punkty dla swoich zespołów liczonych w klasyfikacji producentów na koniec sezonu.

## Zwycięzcy odcinków specjalnych
| Etap       | Odcinek | G. rozp. | Nazwa           | Długość  | Zwycięzca   | Czas    | Pr. śr.     | Lider rajdu |
| ---------- | ------- | -------- | --------------- | -------- | ----------- | ------- | ----------- | ----------- |
| 1 (31 sie) | OS1     | 09:18    | Pirongia West 1 | 18.30 km | M. Grönholm | 13:40.5 | 80,29 km/h  | M. Grönholm |
| 1 (31 sie) | OS2     | 10:21    | Waitomo 1       | 43.88 km | M. Grönholm | 28:47.8 | 91,43 km/h  | M. Grönholm |
| 1 (31 sie) | OS3     | 14:07    | Pirongia West 2 | 18.30 km | S. Loeb     | 13:32.4 | 81,09 km/h  | M. Grönholm |
| 1 (31 sie) | OS4     | 15:10    | Waitomo 2       | 43.88 km | S. Loeb     | 28:20.4 | 92,9 km/h   | M. Grönholm |
| 1 (31 sie) | OS5     | 17:03    | Mystery Creek 1 | 3.14 km  | C. Atkinson | 2:56.2  | 64,15 km/h  | M. Grönholm |
| 2 (1 wrz)  | OS6     | 09:03    | Port Waikato    | 17.21 km | S. Loeb     | 9:33.2  | 108,09 km/h | M. Grönholm |
| 2 (1 wrz)  | OS7     | 09:41    | Possum          | 13.88 km | M. Grönholm | 10:38.2 | 78,3 km/h   | M. Grönholm |
| 2 (1 wrz)  | OS8     | 10:19    | Franklin        | 31.57 km | S. Loeb     | 21:15.7 | 89,09 km/h  | M. Grönholm |
| 2 (1 wrz)  | OS9     | 12:32    | Mystery Creek 2 | 3.14 km  | M. Grönholm | 2:54.7  | 64,71 km/h  | M. Grönholm |
| 2 (1 wrz)  | OS10    | 14:58    | Te Akau South   | 31.92 km | S. Loeb     | 18:25.0 | 103,99 km/h | M. Grönholm |
| 2 (1 wrz)  | OS11    | 15:41    | Te Akau North   | 32.36 km | S. Loeb     | 16:59.8 | 114,23 km/h | S. Loeb     |
| 3 (2 wrz)  | OS12    | 09:03    | Maungatawhiri 1 | 5.34 km  | M. Grönholm | 2:41.3  | 119,18 km/h | M. Grönholm |
| 3 (2 wrz)  | OS13    | 09:31    | Te Hutewai 1    | 11.22 km | S. Loeb     | 7:54.3  | 85,16 km/h  | S. Loeb     |
| 3 (2 wrz)  | OS14    | 09:59    | Whaanga Coast 1 | 29.81 km | S. Loeb     | 21:00.8 | 85,12 km/h  | S. Loeb     |
| 3 (2 wrz)  | OS15    | 11:38    | Maungatawhiri 2 | 5.34 km  | M. Grönholm | 2:39.7  | 120,38 km/h | S. Loeb     |
| 3 (2 wrz)  | OS16    | 12:06    | Te Hutewai 2    | 11.22 km | M. Grönholm | 7:43.0  | 87,24 km/h  | S. Loeb     |
| 3 (2 wrz)  | OS17    | 12:34    | Whaanga Coast 2 | 29.81 km | M. Grönholm | 20:32.1 | 87,1 km/h   | M. Grönholm |
| 3 (2 wrz)  | OS18    | 14:18    | Mystery Creek 3 | 3.14 km  | S. Loeb     | 2:52.5  | 65,53 km/h  | M. Grönholm |

## Klasyfikacja po 11 rundach
Tabele przedstawiają tylko pięć pierwszych miejsc.

### Kierowcy
| Lp. | Kierowca        | Pkt |
| --- | --------------- | --- |
| 1   | Marcus Grönholm | 90  |
| 2   | Sébastien Loeb  | 80  |
| 3   | Mikko Hirvonen  | 69  |
| 4   | Petter Solberg  | 31  |
| 5   | Daniel Sordo    | 31  |

### Producenci
| Lp. | Producent                  | Pkt |
| --- | -------------------------- | --- |
| 1   | BP Ford World Rally Team   | 159 |
| 2   | Citroën Total WRT          | 113 |
| 3   | Subaru World Rally Team    | 60  |
| 4   | Stobart VK Ford Rally Team | 55  |
| 5   | OMV Kronos Citroën WRT     | 35  |